# Väst-öst
Väst-öst (franska: Est-Ouest) är en fransk-rysk-spansk romantisk dramafilm från 1999 i regi av Régis Wargnier.
Filmen var Frankrikes bidrag till Oscar för bästa internationella långfilm 2000.

## Handling
Efter andra världskrigets bjuder Stalin in emigrerade att återvända hem, men det är en fälla. Från det franska fartyg som anländer till Odessa sparas bara en läkare och hans franska fru. De ber en fransk skådespelerska som turnerar i landet om hjälp.

## Rollista i urval
- Sandrine Bonnaire - Marie Golovina
- Oleg Mensjikov - Alexey Golovin
- Catherine Deneuve - Gabrielle Devele
- Sergej Bodrov Jr. - Sasha Vasilyev
- Tatiana Dogileva - Olga
- Bohdan Stupka - överste Boyko
- Hubert Saint-Macary - rådgivaren
- Valentin Ganev - Volodya Petrov